# Atletica leggera ai Giochi della XX Olimpiade - 10000 metri piani

Video integrale della finale

I 10000 metri piani hanno fatto parte del programma maschile di atletica leggera ai Giochi della XX Olimpiade. La competizione si è svolta nei giorni 31 agosto (batterie) e 3 settembre 1972 (finale) allo Stadio olimpico di Monaco di Baviera.

## Presenze ed assenze dei campioni in carica
| Competizione      | Atleta         | Prestazione | Monaco 1972 |
| ----------------- | -------------- | ----------- | ----------- |
| Olimpiadi 1968    | Naftali Temu   | 29'27"40    | Ritir. 1971 |
| Commonwealth 1970 | Lachie Stewart | 28'11"72    | Presente    |
| Asiatici 1970     | Lucien Rosa    | 29'55”6     | Presente    |
| Panamericani 1971 | Frank Shorter  | 28'50”83    | Presente    |
| Europei 1971      | Juha Väätäinen | 27'52"8     | Solo 5000 m |

1. ↑  Sotto la bandiera della Gran Bretagna.

Il vincitore dei Trials USA è Frank Shorter con 28'35”6.

## La gara

### Primo turno
I 52 atleti iscritti sono divisi in tre batterie eliminatorie: si qualificano per la finale i primi quattro di ciascuna batteria più i 3 migliori tempi fra gli esclusi.
La prima batteria, condotta ad un ritmo elevato dal britannico Dave Bedford e dal belga Emiel Puttemans, viene vinta da quest'ultimo con il nuovo record olimpico. Molto veloce anche la seconda batteria, che vede il tunisino Mohamed Gammoudi (campione in carica sui 5000) prevalere sullo spagnolo Mariano Haro e lo statunitense Frank Shorter, tutti e tre con un tempo inferiore ai 28 minuti, mentre il finlandese Lasse Virén termina quarto, leggermente distanziato. Più lenta la terza batteria, vinta dall'etiope Miruts Yifter.

### Finale
La parte iniziale della gara è condotta dal britannico Bedford che impone il suo ritmo. A metà percorso il finlandese Virén inciampa e cade coinvolgendo il tunisino Gammoudi che ha la peggio e non è in grado di riprendere, mentre Virén si rialza e rientra prontamente nel gruppo di testa. A sette giri dalla fine è lo stesso Virén a mettersi in testa alzando il ritmo: con lui rimangono solo Yifter, Puttemans, Haro e Shorter. A due giri dalla fine è Haro a portarsi al comando, ma a 600 metri dal traguardo Virén impone un'ulteriore accelerazione e solo Puttemans e Yifter riescono a seguirlo. Gli ultimi mille metri sono coperti in 2'29". Dopo un penultimo giro in 60", Virén riesce a correre il giro finale in 56"6 resistendo al tentativo di rimonta di Puttemans e vincendo con il nuovo record del mondo. Giunge quinto il vincitore dei Trials, Frank Shorter, in 27'51"4.
Nella storia dell'atletica è la prima volta che un atleta stabilisce un record mondiale dopo essere caduto.

## Risultati

### Turni eliminatori
| 3 Batterie | 31 agosto   | 52 iscritti    |
| Finale     | 3 settembre | 15 concorrenti |

### Batterie
| Pos. | Atleta               | Nazione          | Tempo   | Nota |
| ---- | -------------------- | ---------------- | ------- | ---- |
| 1    | Emiel Puttemans      | Belgio           | 27'53"4 | Q    |
| 2    | Dave Bedford         | Gran Bretagna    | 27'53"6 | Q    |
| 3    | Javier Álvarez       | Spagna           | 28'08"6 | Q    |
| 4    | Abdelkader Zaddem    | Tunisia          | 28'14"8 | Q    |
| 5    | Josef Jánský         | Cecoslovacchia   | 28'23"2 | q    |
| 6    | Anatoly Badrankov    | Unione Sovietica | 28'35"8 |      |
| 7    | Noël Tijou           | Francia          | 28'36"2 |      |
| 8    | Werner Dössegger     | Svizzera         | 28'36"4 |      |
| 9    | Tadesse Wolde-Medhin | Etiopia          | 28'45"4 |      |
| 10   | Akio Usami           | Giappone         | 29'24"8 |      |
| 11   | Jeff Galloway        | Stati Uniti      | 29'35"0 |      |
| 12   | Naftali Temu         | Kenya            | 30'19"6 |      |
| 13   | Esaie Fongang        | Camerun          | 31'32"6 |      |
| 14   | Phang Cue Suppiah    | Singapore        | 31'59"2 |      |
| 15   | Crispin Quispe       | Bolivia          | 32'31"8 |      |
| 16   | Giuseppe Cindolo     | Italia           | 33'03"4 |      |
| -    | Günter Mielke        | Germania Ovest   |         | Rit. |
| -    | Usaia Sotutu         | Figi             |         | Rit. |

| Pos. | Atleta               | Nazione          | Tempo   | Nota |
| ---- | -------------------- | ---------------- | ------- | ---- |
| 1    | Mohamed Gammoudi     | Tunisia          | 27'54"8 | Q    |
| 2    | Mariano Haro         | Spagna           | 27'56"0 | Q    |
| 3    | Frank Shorter        | Stati Uniti      | 27'58"2 | Q    |
| 4    | Lasse Virén          | Finlandia        | 28'04"4 | Q    |
| 5    | Paul Mose            | Kenya            | 28'18"8 | q    |
| 6    | Rashid Sharafetdinov | Unione Sovietica | 28'24"6 |      |
| 7    | Wohib Masresha       | Etiopia          | 28'08"0 |      |
| 8    | Pedro Miranda        | Messico          | 28'35"8 |      |
| 9    | Karel Lismont        | Belgio           | 28'41"8 |      |
| 10   | Neil Cusack          | Irlanda          | 28'45"8 |      |
| 11   | Dave Holt            | Gran Bretagna    | 28'46"8 |      |
| 12   | Keisuke Sawaki       | Giappone         | 29'29"0 |      |
| 13   | Rafael Pérez         | Costa Rica       | 29'36"6 |      |
| 14   | Julio Quevedo        | Guatemala        | 30'08"4 |      |
| 15   | Abdel Hamid Khamis   | Egitto           | 30'19"2 |      |
| 16   | Lucien Rosa          | Ceylon           | 30'20"2 |      |
| -    | Richard Mabuza       | Swaziland        |         | Rit. |

| Pos. | Atleta               | Nazione          | Tempo   | Nota |
| ---- | -------------------- | ---------------- | ------- | ---- |
| 1    | Miruts Yifter        | Etiopia          | 28'18"2 | Q    |
| 2    | Willy Polleunis      | Belgio           | 28'19"8 | Q    |
| 3    | Pavlo Andreiev       | Unione Sovietica | 28'21"0 | Q    |
| 4    | Dane Korica          | Jugoslavia       | 28'22"2 | Q    |
| 5    | Juan Maximo Martínez | Messico          | 28'23"2 | q    |
| 6    | Lachie Stewart       | Gran Bretagna    | 28'31"4 |      |
| 7    | Arne Risa            | Norvegia         | 28'31"8 |      |
| 8    | Jon Peter Anderson   | Stati Uniti      | 28'34"2 |      |
| 9    | Carlos Lopes         | Portogallo       | 28'53"6 |      |
| 10   | Albrecht Moser       | Svizzera         | 29'05"8 |      |
| 11   | Richard Juma         | Kenya            | 29'13"0 |      |
| 12   | Domingo Tibaduiza    | Colombia         | 29'24"0 |      |
| 13   | Shag Musa Medani     | Sudan            | 29'32"8 |      |
| 14   | Manfred Letzerich    | Germania Ovest   | 29'37"8 |      |
| 15   | Hikmet Şen           | Turchia          | 29'51"8 |      |
| -    | Anilus Joseph        | Haiti            |         | Rit. |
| -    | Gavin Thorley        | Nuova Zelanda    |         | Rit. |

### Finale
| Pos.    | Atleta               | Nazione          | Tempo   | Nota            |
| ------- | -------------------- | ---------------- | ------- | --------------- |
| Oro     | Lasse Virén          | Finlandia        | 27'38"4 | Record mondiale |
| Argento | Emiel Puttemans      | Belgio           | 27'39"6 |                 |
| Bronzo  | Miruts Yifter        | Etiopia          | 27'41"0 |                 |
| 4       | Mariano Haro         | Spagna           | 27'48"2 |                 |
| 5       | Frank Shorter        | Stati Uniti      | 27'51"4 |                 |
| 6       | Dave Bedford         | Gran Bretagna    | 28'05"4 |                 |
| 7       | Dane Korica          | Jugoslavia       | 28'15"2 |                 |
| 8       | Abdelkader Zaddem    | Tunisia          | 28'18"2 |                 |
| 9       | Josef Jánský         | Cecoslovacchia   | 28'23"6 |                 |
| 10      | Juan Maximo Martínez | Messico          | 28'44"2 |                 |
| 11      | Pavlo Andreiev       | Unione Sovietica | 28'46"4 |                 |
| 12      | Javier Álvarez       | Spagna           | 28'56"4 |                 |
| 13      | Paul Mose            | Kenya            | 29'03"0 |                 |
| 14      | Willy Polleunis      | Belgio           | 29'10"2 |                 |
| -       | Mohamed Gammoudi     | Tunisia          |         | Rit.            |